# Phú Gia, Phú Vang
Phú Gia là một xã thuộc huyện Phú Vang, thành phố Huế, Việt Nam.

## Địa lý
Xã Phú Gia nằm ở phía đông nam huyện Phú Vang, có vị trí địa lý:
- Phía đông giáp huyện Phú Lộc và các xã Vinh An, Vinh Thanh
- Phía tây giáp thị xã Hương Thủy
- Phía nam giáp huyện Phú Lộc và xã Vinh Hà
- Phía bắc giáp thị trấn Phú Đa và xã Vinh Xuân.

Xã Phú Gia có diện tích 27,07 km², dân số năm 2018 là 9.113 người, mật độ dân số đạt 337 người/km².

## Hành chính
Xã Phú Gia được chia thành 11 thôn: Diêm Tụ, Mong A, Mong B, Mong C, Hà Kênh, Hà Trữ Thượng, Mộc Trụ, Nghĩa Lập, Tân Phú, Thanh Lam Bồ, Trừng Hà.

## Lịch sử
Địa bàn xã Phú Gia hiện nay trước đây vốn là hai xã Vinh Phú và Vinh Thái thuộc huyện Phú Vang.
Trước khi sáp nhập, xã Vinh Phú có diện tích 7,37 km², dân số là 3.502 người, mật độ dân số đạt 475 người/km². Xã Vinh Thái có diện tích 19,70 km², dân số là 5.611 người, mật độ dân số đạt 285 người/km².
Ngày 17 tháng 12 năm 2019, Ủy ban Thường vụ Quốc hội ban hành Nghị quyết 834/NQ-UBTVQH14 về việc sắp xếp các đơn vị hành chính cấp xã thuộc tỉnh Thừa Thiên Huế (nghị quyết có hiệu lực từ ngày 1 tháng 1 năm 2020). Theo đó, sáp nhập toàn bộ diện tích và dân số của hai xã Vinh Phú và Vinh Thái thành xã Phú Gia.